# Dame Oyaji
Dame Oyaji (ダメおやじ?  lit. "No Good Dad") es un manga japonés creado por Mitsutoshi Furuya. fue serializado por Shogakukan en Shōnen Sunday del 23 de septiembre de 1970 (número 43) hasta el 28 de julio de 1982 (número 30). Dame Oyaji recibió en 1979 el Shogakukan Manga Award de manga shōnen. fue compilado en 39 volúmenes, con Akebono Shuppan publicando primero 21 volúmenes bajo akebono Comics label y publicando Shogakukan los 18 volumennes finales bajo la etiqueta de Shōnen Sunday Comics. Sus 39 volúmenes estaban disponibles en eBook formato via eBook Japan, los volúmenes de Shogakukan (empezando con el volumen 4) fueron subtituladas como "My Way" arc.

## Sinopsis
Dame Oyaji es la historia de Damesuke Amano, un oficinista desafortunado que se enfrenta a una enorme cantidad de acoso en el trabajo y sobre todo en casa, donde tiene (contrariamente a las nociones tradicionales japonesas de la familia) absolutamente ningún poder ni voz en los rodajes de la hogar que sea. Amano vive con su esposa, Onibaba, su hermosa hija adolescente Yukiko, y su hijo Takobo Educación Primaria. Onibaba es un imponente, novilla violenta de una mujer que regaña regularmente e incluso agredan físicamente a su marido y que le gusta más que hacer su vida miserable, Yukiko y Takobo unen con frecuencia en física y psicológicamente abusar de su padre. Se ha dicho que el manga original ha sido muy impactante en Japón a principios de los años 1970, en la que el padre estaba a menudo todavía tradicionalmente considerado como el jefe de la familia.

## Anime
La serie fue adaptada como serie de televisión de emisión del anime de 26 episodios en Tokyo Channel 12 (ahora TV Tokyo) entre el 2 de abril y 9 de octubre de 1974. Cada episodio de media hora comprendía dos historias cortas de aproximadamente diez minutos de duración. El anime atenuado el nivel del manga original de la violencia considerablemente para una audiencia de televisión en horario estelar (aunque todavía es muy violenta) y los episodios destacados que se centraban más en Takobo y su escuela todos los días y la vida familiar. Los episodios Takobo centradas en particular, son más amable y gentil de la serie en su conjunto (por ejemplo, un episodio en el que Takobo teme perder a su hermana Yukiko, a quien idolatra, al matrimonio y, después de probar varias tácticas para arruinar su relación con un potencial pretendiente, huye de su casa).